# Tratatul Svalbardului
Tratatul privind Spitsbergen, adesea denumit și Tratatul Svalbardului, din 9 februarie 1920, a fost cel prin care s-a recunoscut deplina suveranitate a Norvegiei asupra arhipelagului arctic Spitsbergen (astăzi denumit Svalbard). Suveranitatea statului norvegian este, totuși, supusă unor stipulări și nu se aplică toate legile norvegiene. Prin acest tratat, Svalbard a fost parțial demilitarizat și toate țările semnatare au primit drepturi egale de a practica activități comerciale în insule. Norvegia și Rusia încă utilizează acest drept.
Nouă țări au fost primele state semnatare ale acordului, printre acestea fiind Statele Unite, Danemarca, Franța, Italia, Japonia, Țările de Jos, Norvegia, Suedia și Regatul Unit (inclusiv dominioanele de peste mări Irlanda, Canada, Australia, India, Africa de Sud și Noua Zeelandă). Alte țări au semnat tratatul în primii cinci ani de după ce a intrat în vigoare, inclusiv Uniunea Sovietică în 1924 și Germania și China în 1925. Astăzi, tratatul are peste 40 de semnatari. El a fost trimis pentru a fi înregistrat în cadrul Seriei de Tratate a Ligii Națiunilor la 21 octombrie 1920.
Dintre semnatarele inițiale, Japonia a fost ultima care l-a ratificat la 2 august 1925. Ulterior, la 14 august 1925, tratatul a intrat în vigoare.
Norvegia a preluat sarcinile de administrație a teritoriului și a luat imediat mai multe măsuri pentru protecția mediului.

## Dispute
Există o dispută de lungă durată, în principal între Norvegia și Uniunea Sovietică (și astăzi Rusia) privind drepturile de pescuit în regiune. În 1977, Norvegia a înființat o zonă de pescuit reglementată cu o suprafață de 200 mile marine (370 km în jurul Svalbardului (pe care însă nu a închis-o accesului vaselor străine), pe baza argumentului că stipulările tratatului privind acces economic egal se aplică doar insulelor și apelor lor teritoriale (definite la acea vreme ca fiind 4 mile marine față de țărm), nu și restului Zonei Economice Exclusive; în plus, Norvegia consideră platoul continental al Svalbardului ca parte a platoului continental norvegian, care ar trebui administrat conform Convenției Platourilor Continentale din 1958. Uniunea Sovietică și astăzi Rusia contestă această poziție, considerând că Tratatul Spitsbergenului se aplică întregii zone; s-au purtat discuții în 1978 la Moscova, dar ele nu au rezolvat problema. Finlanda și Canada susțin poziția Norvegiei, dar majoritatea celorlalte țări semnatare nu au o poziție oficială. Părțile relevante ale tratatului sunt:

Vasele și cetățenii tuturor țărilor contractante se vor bucura de drepturi egale de vânătoare și pescuit în teritoriile specificate la Articolul 1 și în apele lor teritoriale. (din Articolul 2)

Ele vor fi admise în aceleași condiții de egalitate privind exercițiul și practica tuturor activităților maritime, industriale, miniere sau comerciale atât pe uscat cât și în apele teritoriale, și nu se va stabili niciun monopol de niciun fel pentru niciun tip de activitate. (din Articolul 3)